# Diego González de la Vega

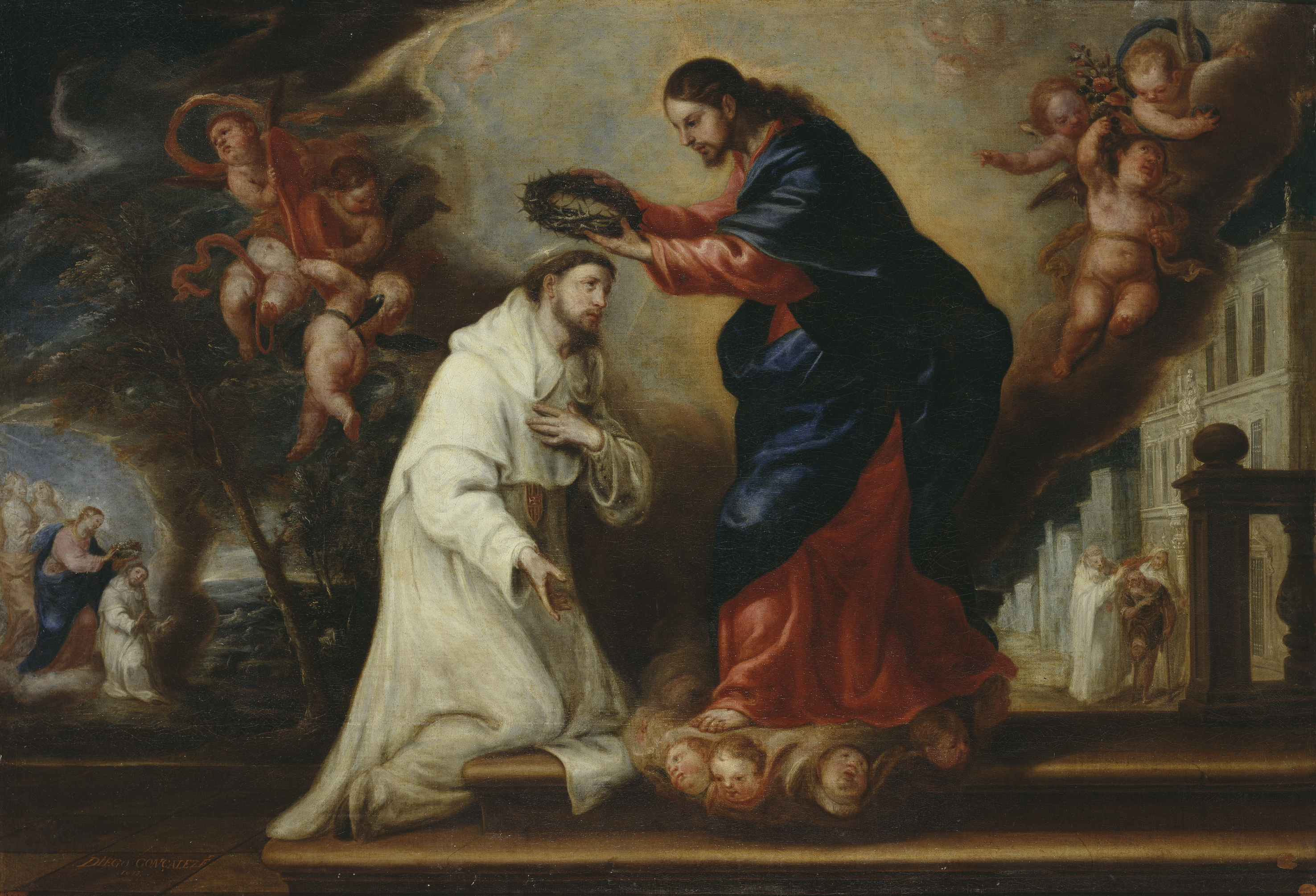
San Ramón Nonato premiado por Cristo, 1673, óleo sobre lienzo, 136 x 199 cm, Madrid, Museo del Prado.

Diego González de la Vega (c. 1628-1697) fue un pintor barroco español, discípulo de Francisco Rizi y, según Antonio Palomino, «de los más adelantados que tuvo y que más imitasen su manera», aunque en su obra, muy desigual pero de color siempre delicado, se pueden apreciar también las influencias de Francisco Camilo.

## Biografía
De su vida apenas se tienen más datos que los aportados por Palomino, quien dice que fue natural y vecino de Madrid, donde se le documenta a comienzos de la década de 1670 residiendo en la calle de los Estudios, en la vecindad de un hermano también pintor, de nombre Francisco. Si, como dice Palomino, murió en el año 1697 a los «setenta y cinco de su edad», la fecha de su nacimiento correspondería a 1622, lo que podría venir corroborado por la partida de bautismo conservada en el archivo de la parroquia de San Sebastián de Madrid del hijo de un confitero llamado Diego González de la Vega y de su mujer María Valdés el 4 de febrero de 1622. Sin embargo, en una declaración fechada en 1694 sobre la genealogía de un hijo de Antolínez el propio pintor dice tener sobre poco más o menos 66 años, lo que retrasaría su nacimiento a 1628. Tras enviudar, después de 1677, se ordenó de sacerdote y, «deseando llevar una vida recogida y verdaderamente sacrificada», entró en la Congregación de  Sacerdotes del Salvador, de donde pasó luego a la de los italianos. Falleció en Madrid el 23 de junio de 1697, legando sus bienes a la capellanía que había fundado en la desaparecida iglesia del Salvador, donde, siempre según Palomino, se encontraban muchas pinturas de su mano, que según Ceán Bermúdez serían dos apostolados y las pinturas del retablo de Nuestra Señora.

## Obra

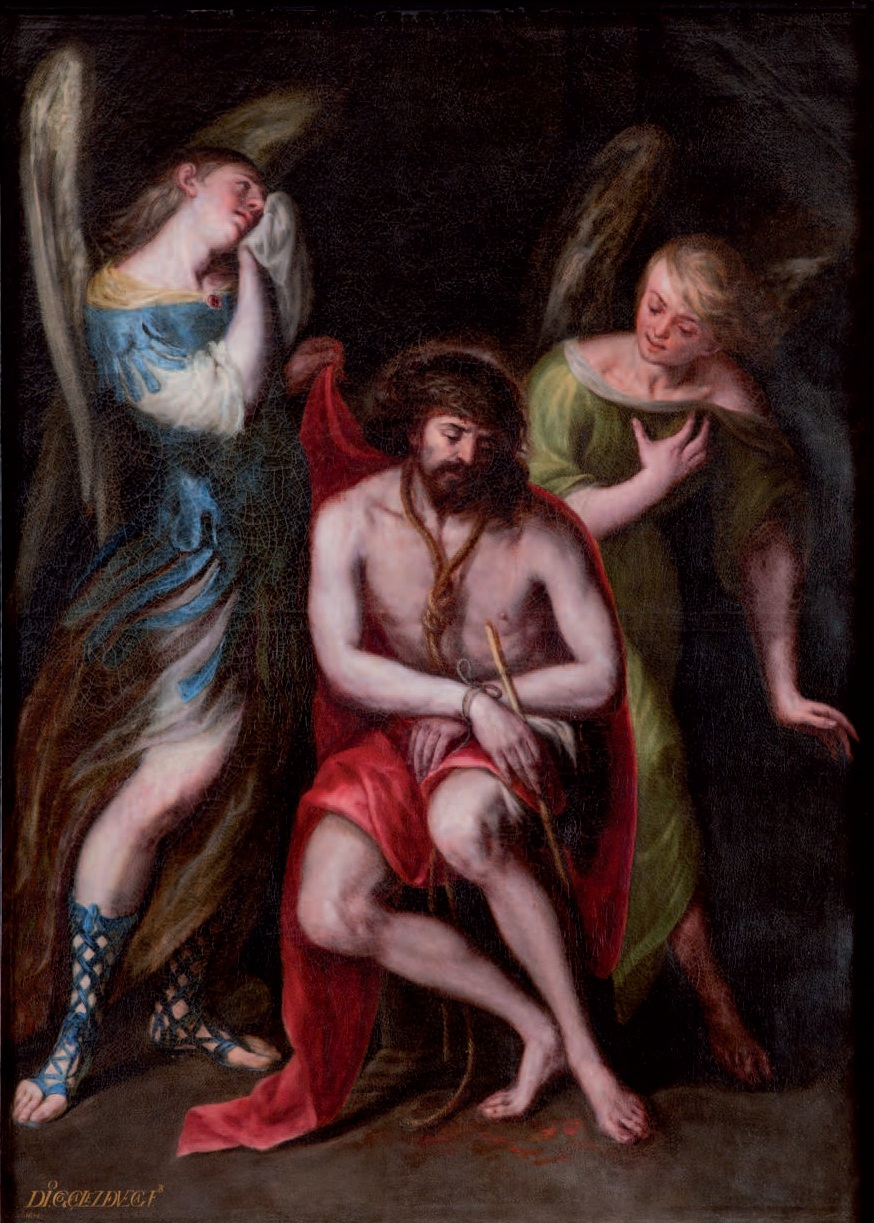
Cristo tras la flagelación confortado por dos ángeles, óleo sobre lienzo, 187 x 137 cm. Boadilla del Monte, Monasterio cisterciense del Santísimo Sacramento. Firmado y fechado D«IO. GOÇALEZ DE VEGA F./ 1654».

Perdidas buena parte de las pinturas mencionadas por su primer biógrafo en iglesias y conventos madrileños, entre ellas el «célebre» cuadro de los Mártires del Japón en la capilla de San Francisco Javier, situada a los pies de la iglesia del Colegio Imperial, «en que se conoce su buen gusto en el colorido, y gran capricho en la composición, variedad de actitudes, y expresión de afectos», la primera de sus obras conservadas es el Cristo tras la flagelación confortado por dos ángeles que perteneció al Monasterio cisterciense del Santísimo Sacramento del municipio madrileño de Boadilla del Monte. Firmado y fechado en 1654, es obra de inusual iconografía en la que conjuga el motivo del Cristo sentado y coronado de espinas tras la flagelación con la presencia de los dos ángeles en lágrimas, más común en las representaciones de Cristo muerto sostenido por ángeles.
Sigue a esta, tras un paréntesis de varios años, una Trinidad de la tierra conservada en la iglesia de San Miguel y San Julián de Valladolid, firmada en 1662 e inspirada en estampas flamencas. En 1669 se fecha el retablo de San Ignacio del Hospital de Antezana (Alcalá de Henares), y de fecha próxima han de ser los diez cuadros de la Vida de la Virgen pintados para el claustro del convento de mercedarias de Don Juan de Alarcón de Madrid, que se conservan, muy maltratados, en distintas dependencias del mismo convento. En ellos se pone de manifiesto la influencia de Rizi, de quien toma modelos como el de la Inmaculada o la Coronación de la Virgen, pero atenuando algo su ímpetu. De factura desigual, incluso arcaico en el tratamiento tenebrista de la luz en la Adoración de los pastores, en contadas figuras de esta serie se aprecia, al contrario, el alargamiento de las proporciones, que tomó de Francisco Camilo y se encuentra en sus mejores obras. 
De 1673 es el San Ramón Nonato premiado por Cristo del Museo del Prado, procedente del convento de la Merced de Madrid, donde estuvo situado en las escaleras que conducían al claustro. Palomino pondera en él «su excelente gusto en el colorido, y buena invención», destacando así sus dotes para la composición de un relato iconográficamente poco corriente y para el que carecería de modelos, hábilmente narrado en tres escenas sucesivas. 
De fechas posteriores a su ordenación sacerdotal son la Inmaculada de las benedictinas de Lumbier (Navarra), fechada en 1677, y la conservada en la parroquial de Belorado (Burgos), que firma como presbítero; la Virgen con San Felipe Neri del Museo Diocesano de Sigüenza, fechada en 1692, igual que la Entrega del rosario a santo Domingo de la iglesia parroquial de San Pedro de Ávila, y la última de sus pintura conocidas: Cristo ante la venerable Marina Escobar, localizada en la sala de Profundis del convento de Don Juan de Alarcón, que lleva la fecha de 1694. En muy mal estado de conservación, parece advertirse cierto declive en el pintor. 
Se conocen además, en cierta cantidad, obras de carácter devocional y formato mediano, entre ellas los restos de un apostolado propiedad del Museo del Prado, a donde llegaron tras las desamortizaciones de 1835 procedentes de la iglesia del Salvador, según Cruzada Villaamil, que tacha estos cuadros de «verdaderamente malos» en el Catálogo provisional historial y razonado del Museo Nacional de Pinturas, editado en Madrid en 1865.
Menos conocida es su faceta como grabador, de la que quedan dos aguafuertes firmados por él para el libro de la entrada en Madrid de María Luisa de Orleans en 1679: Diana y Venus en sus carros y Julia poniendo paz entre Julio César y Pompeyo.